# Anoura geoffroyi
Anoura geoffroyi (en: Geoffroy's tailless bat) är en däggdjursart som beskrevs av Gray 1838. Anoura geoffroyi ingår i släktet Anoura, och familjen bladnäsor. IUCN kategoriserar arten globalt som livskraftig.
Inga underarter finns listade i Catalogue of Life. Wilson & Reeder (2005) skiljer mellan tre underarter.
- A. g. geoffroyi
- A. g. lasiopyga
- A. g. peruana (godkänns ibland som självständig art)

Denna fladdermus förekommer i Central- och Sydamerika från södra Mexiko till södra Peru, södra Bolivia och södra Brasilien. Anoura geoffroyi hittas även på några öar som Trinidad och Tobago. Arten saknas däremot i nästan hela Amazonområdet. Habitatet utgörs av fuktiga städsegröna skogar där arten främst vistas nära vattendrag.
Pälsen är på ryggen brun och på buken ljusbrun. Vid skuldrorna kan pälsen vara mera silvergrå. Den genomsnittliga vikten är 15 gram. Liksom andra arter av samma släkte har djuret en långsträckt nos och en lång tunga med vårtiga utskott vid spetsen. Födan utgörs till 90 procent av insekter och dessutom äts frukter, nektar och pollen. Anoura geoffroyi blir i Peru 61 till 71 mm lång, saknar svans, och den har 41 till 45 mm långa underarmar.
Individerna vilar i grottor eller liknande gömställen och ibland hittas 75 hannar och honor tillsammans. Parningstiden är beroende på utbredningsområde. I vissa områden föds ungarna under regntiden. Med människans vård kan Anoura geoffroyi leva tio år. Arten är liksom flera andra fladdermöss aktiv på natten och ibland delar den sitt gömställe med andra arter av släktet Anoura. Den orienterar sig med hjälp av ekolokalisering samt med synen. Angående fortplantningssättet finns bara ett fåtal studier som behöver bekräftelse. Enligt studierna är honan fyra månader dräktig och per kull föds en unge.